# Суданська савана

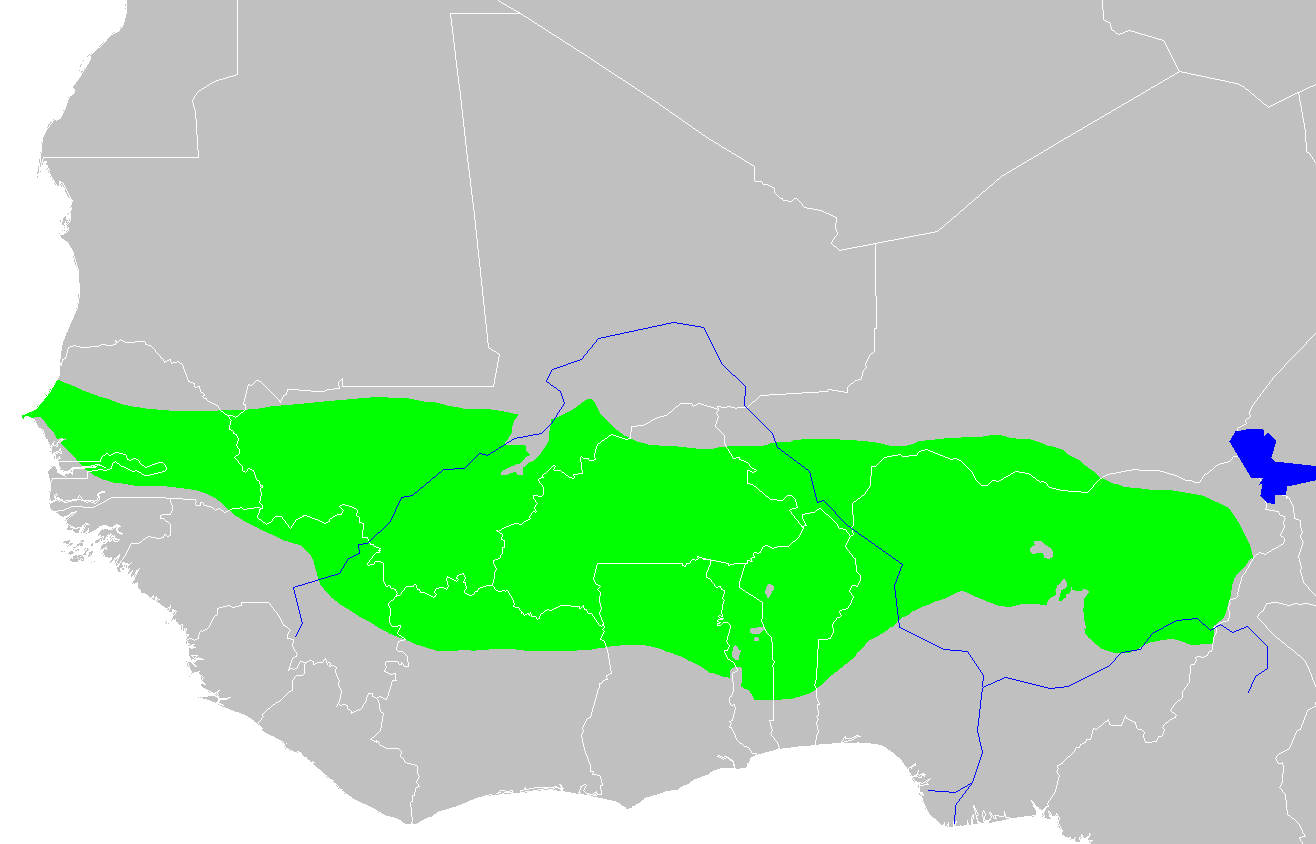
Західносуданська савана (зеленим) в Західній Африці

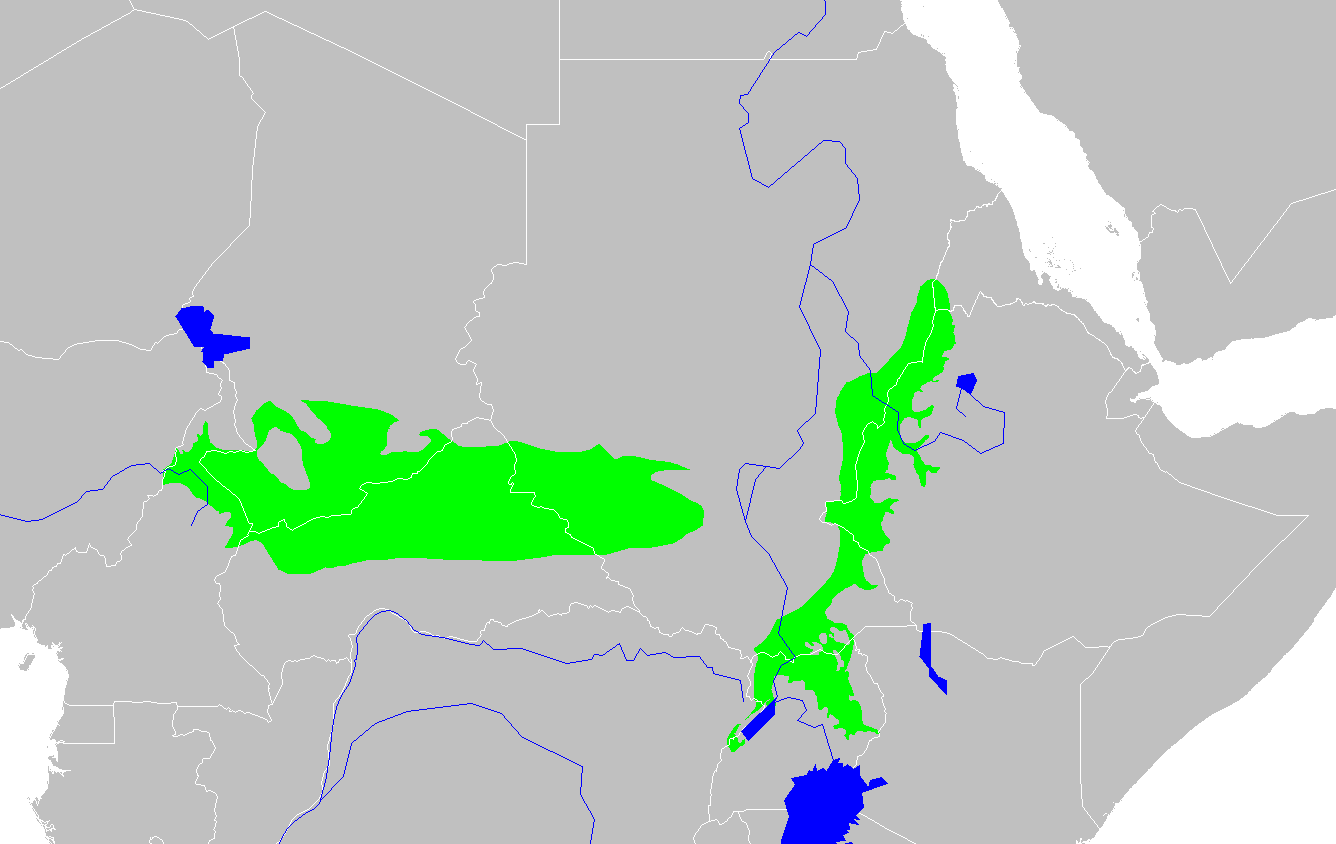
Східносуданська савана (зеленим) в Центральній та Східній Африці

Суданська савана — це широкий пояс тропічних саван, що тягнеться з заходу на схід через Африканський континент, від узбережжя Атлантичного океану до Ефіопського нагір'я. Між суданською саваною і пустелею Сахара розташований Сахель, пояс більш сухих луків та акацієвих саван. На південь від поясу суданських саван поширена лісосавана, а ще південніше, ближче до екватора, поширені гвінейсько-конголезькі ліси.

## Екорегіони
Всесвітній фонд дикої природи розділяє суданську савану на два екорегіони. Західносуданська савана простягається від Атлантичного океану до східної Нігерії, а Східносуданська савана — від Нігерії до Гамбели на заході Ефіопії. Межею між цими регіонами є гори Мандара, які виділяють у окремий екорегіон рідколісь Мандарського нагір'я. Також у окремий екорегіон виділяють затоплені савани Внутрішньої дельти Нігеру, розташовані між Західносуданською саваною та Сахелем.

## Фізико-географічна провінція
Суданська савана є однією з трьох фізико-географічних провінцій більшого африканського масиву. Ця провінція ділиться на три окремі частини: басейн Нігеру, басейн озера Чад та басейн Середнього Нілу.

## Флора

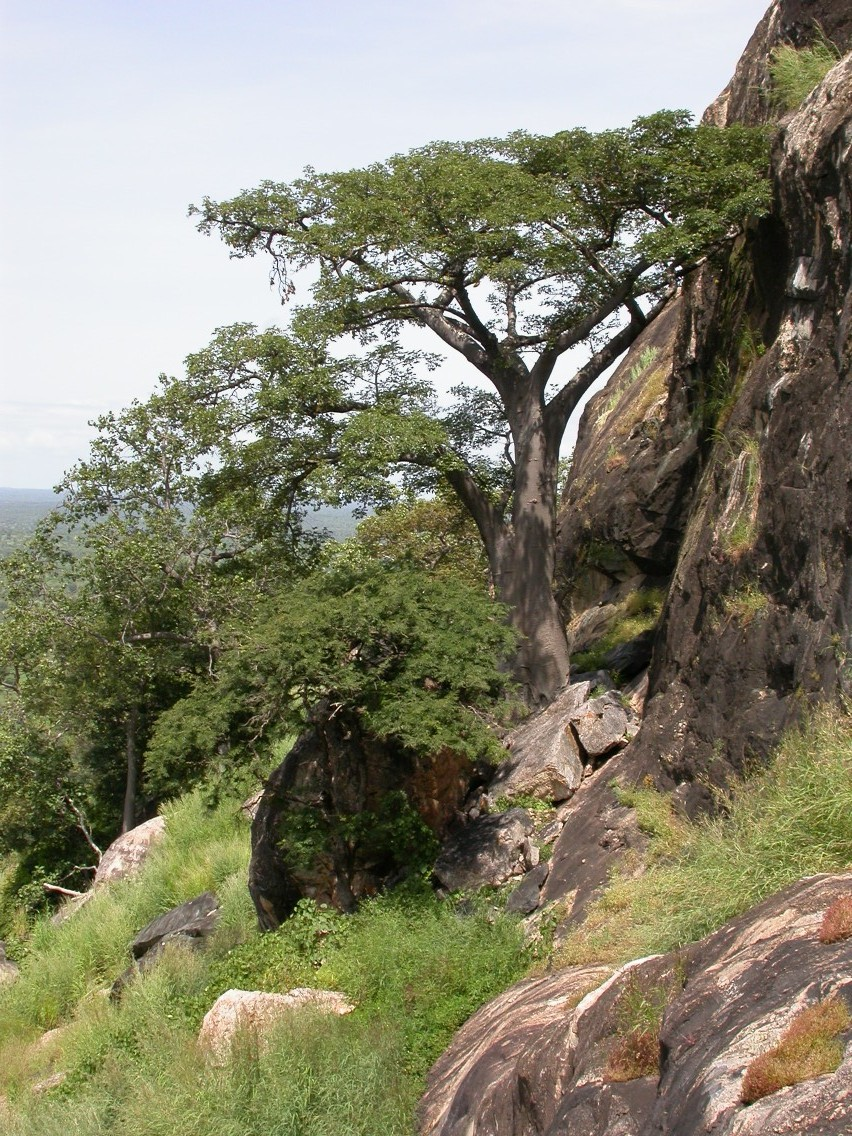
Західносуданська савана в Буркіна-Фасо

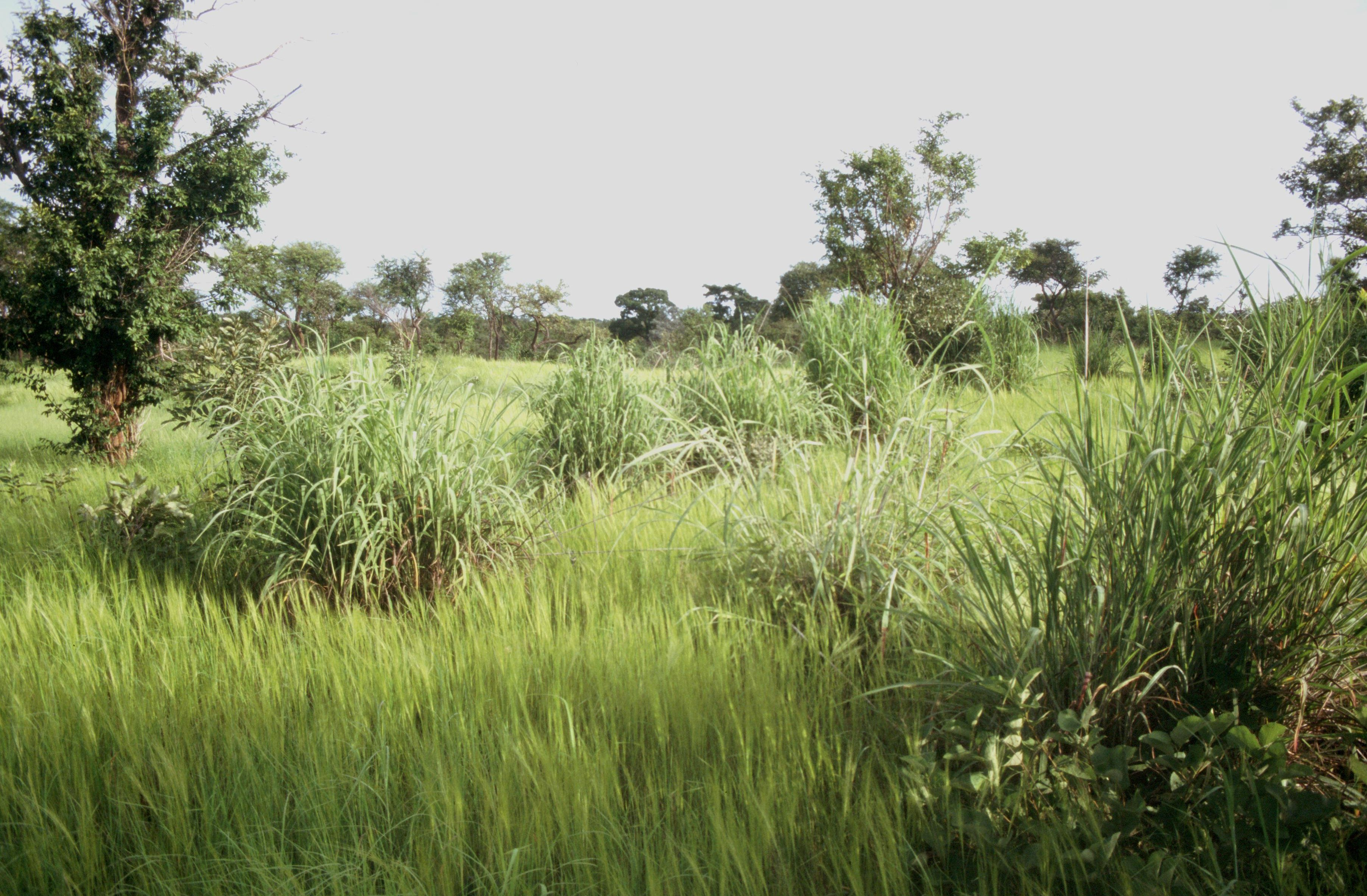
Купини трави Andropogon gayanus в заповіднику Пама (заповідник) (Буркіна-Фасо)

Суданська савана характеризується поєднанням дерев і трав. Домінуючі види дерев належать до родин Комбретові (Combretaceae) та Цезальпінієві (Caesalpinioideae); також значну роль відіграють деякі види акацій з родів Vachellia та Senegalia. Серед трав переважають представники родини Andropogoneae, особливо представники родів Andropogon та Hyparrhenia. На неглибоких ґрунтах також поширені представники родів Loudetia та Aristida. Значна частина суданської савани має вигляд дещо подібний до парку, де такі цінні дерева, як каріте, баобаби та африканські ріжкові дерева тощо, не вирубуються, а в їх тіні вирощується сорго, кукурудза, просо та інші культури.

## Фауна
В Суданській савані мешкає велика кількість великих ссавців, зокрема саванні слони (Loxodonta africana), північні жирафи (Giraffa camelopardalis), гігантські канни (Taurotragus derbianus derbianus), кінські антилопи (Hippotragus equinus), африканські буйволи (Syncerus caffer brachyceros), леви (Panthera leo), леопарди (Panthera pardus), гепарди (Acinonyx jubatus) та гієнові собаки (Lycaon pictus). Наразі ареал більшості великих ссавців дуже обмежений, а їх чисельність зменшена.

## Землекористування
Суданська савана використовується як скотарями, так і землеробами. В регіоні випасаються стада великої рогатої худоби, в окремих районах також овець і кіз. Основними зерновими культурами, що вирощуються в регіоні, є сорго і просо, які витримують низьку кількість опадів. З посиленням посухи у 1970-х роках скотарі були змушені просуватися на південь у пошуках пасовищ, що призвело до конфліктів з осілими землеробами.